# Erdőkertes
Erdőkertes község Pest vármegyében, a Gödöllői járásban, a budapesti agglomerációban.

## Fekvése
A fővárostól északkeletre, a gödöllői dombvidéken található. Az Északi-középhegység nagytájban fekvő középtájban lévő Gödöllői–Monori-dombság kistáj–csoport északi részében, a Gödöllői-dombság kistájban terül el. Koordinátái (a Faluház előtt): északi szélesség szerint 47° 40′, keleti hosszúság szerint 19° 18’.
Mindössze három olyan település van, amellyel közvetlenül határos, ezek: északkelet felől Vácegres, dél felől Veresegyház, északnyugat felől pedig Őrbottyán.
Erdőkertes környékének legmagasabb pontjai a 278 méter magas Szadai-hegy és a 345 méter magas Margita. A dombok között kisebb-nagyobb mélyedések, völgyek találhatók, amelyeket pannon homokos réteg és holocén futóhomok-takaró borít. A környező dombokról lefolyó csapadékvíz a homokon keresztül átszivárogva a völgyek alján gyűlik össze. A víz mélyebbre jutását a helyenként 8–900 méteres vastagságot is elérő, vízzáró agyagréteg gátolja meg. A felszín alatt mozgó víz így a legalacsonyabb pontokon, a domboktól távol bukkan a felszínre (Egres-patak). Erdőkertes környéke egyike az ország legszárazabb területeinek, az éves csapadékmennyiség 550 mm alatt van. A mai Erdőkertes helyén korábban homokpuszták és cseres-tölgyesek, a völgyekben pedig keményfa-ligeterdők, nagy kiterjedésű lápok és mocsarak voltak, amire a jelenlegi élőhely-maradványokból lehet következtetni.

### Megközelítése
Közúton Veresegyház vagy Vácegres felől közelíthető meg, a 2102-es úton. Őrbottyánnal több helyütt szinte egybeépült, így ott a két települést önkormányzati utak kötik össze.
Az M3-as autópálya legközelebbi (gödöllői) csomópontja mintegy 10 kilométeres távolságban érhető el.
A hazai vasútvonalak közül a Budapest–Vácrátót–Vác-vasútvonal a délnyugati határszéle közelében halad el, a közigazgatási területét épp csak érintve. A vonalnak van egy Erdőkertes megállóhelye is, nem messze a 2102-es út vasúti keresztezésétől, de az is veresegyházi közigazgatási területen terül el.

## Története
Roheim Sámuel a 20. század elején vásárolta meg a váci püspöki uradalomtól a mai Erdőkertes területének jelentős részét. Fia, Róheim Géza 1891-ben született Budapesten. Iskoláit Budapesten, Berlinben és Lipcsében végezte majd Budapesten doktorált. Híres néprajzkutató, pszichoanalitikus, antropológus, és terapeuta volt. Róla kapta nevét a Géza utca valamint a Géza-hegy (274,6 m) ahol Magyarország egyetlen magaslati fürdője működött.
Róheim először is téglagyár építésébe kezdett, majd felparcelláztatta a Nyíres és Topolyos nevű határrészt építési telkekre.
1910-ben itt készült el az ország első villamos vontatású vasútvonala. A menetrend szerinti forgalom 1911. szeptember 2-án indult meg. Vonatok először 1918. március 26-án álltak meg itt, Kőhídi–kertek megállónév alatt, amit Roheim közbenjárására december 3-án hivatalosan is Erdővárosra változtattak.
1913-ban elkészült a kastély, melynek célja a Róheim-telep vezetőinek elszállásolása volt, illetve gazdatiszti központként működött.
1918. március 26-án a tanfelügyelőség tanítónőt helyezett Erdővárosra. 1928-ra felépült egy új, kéttantermes, Klebelsberg típusú állami iskola. Jelenleg (2021) több, mint negyven éve Erdőkertes szívében helyezkedik el a Neumann János Általános Iskola. Az iskola eredetileg egy épületszárnyból állt, amihez 2004-ben új, akadálymentesített szárnyat csatoltak a község népességének gyarapodása okán. 2014-ben újabb munkálatokra került sor, uniós támogatásból megindult a tornaterem felújítása, továbbá a későbbiekben napelemek felhelyezése is meg fog történni. Az intézmény külön foglalkozik a sajátos nevelési igényű gyermekek nevelésével-oktatásával. Sok szabadidős és iskolai programot, illetve helyi versenyt szervez a vezetőség, valamint az iskola külön odafigyel a tehetséggondozásra is különféle szakkörök, tanórán kívüli foglalkozások során. A digitális kultúra, informatika órák már az intézmény nevéből is sejthetőek. Az iskola körülbelül 27 tanteremnek ad otthont, és a legutóbbi (2019-es) adatok szerint 376 diák jár oda. Kiemelkedő eredmény, hogy a 2019/20-as tanévben megtapasztalt távoktatás során munkája elismeréseként, az iskola egyik felső tagozaton tanító tanára kapta az "Év virtuális tanára"-díjat a Kárpát-medencében tanító tanárok közül. 
Az első óvoda 1948-ban létesült. 
2007-ben, gróf Batthyány Lajos születésének 200. évfordulójára Erdőkertes egyedüli településként állított szobrot Magyarország első miniszterelnökének.
A Magyar Népköztársaság Elnöki Tanácsa 1956. évi VIII. számú határozatával elrendelte az addig Veresegyházhoz tartozó Erdőváros lakott településnek önálló községgé alakulását, Erdőkertes néven. A július 22-i tanácsi választáson megválasztották a 31 tagú községi tanácsot. 1956. július 29-én alakult meg az új község, Erdőkertes első irányító testülete.

### A második világháború
A háborús évek alatt a fejlődés megtorpant. A strand, a Fővárosi Elektromos Művek, a Roheim kastély a Női szabók Országos Egyesületének birtokába került. A volt Roheim-telepen zsidó és egyéb munkaszolgálatosok dolgoztak. 1944 október közepétől tankcsapdák ásására újabb zsidó csoportot deportáltak a téglagyárba. Közöttük volt Szép Ernő író, aki ezt az embertelen időszakot „Emberszag” című könyvében írja le.
A térség fölött 1944. július 2-án légi csata zajlott le. Két német gépet lelőttek, amelyből az egyik a Palotai sír közelében, a Mogyorósnál zuhant le, majd október 29-én hajnalban több mint egyórás orosz légitámadás folyt a községen áthaladó német hadoszlop ellen. Padisák Mihály Az én erdővárosom c. könyvében így emlékszik vissza az eseményekre:

„Légicsata! - döbbent belém. A fővárost védő vadászgépek csaptak össze a bombázórajt védő vadászgépekkel.
Fent a magasban a bombázók brummogtak, lejjebb a vadászgépek fegyverei kattogtak, iszonyatos volt a hangzavar, az ég kissé befelhősödött, a fent harcolókat eltakarta, csak egy-egy pillanatra villant fel a gépek fémes teste,  aztán egyszer csak süvöltő vijjogás közeledett a föld felé, közvetlen közelemben. Elkapott a rémület, e akkor már valahol messze tőlem robbanás, füst, lángnyelvek, a földbe csapódó repülőgép pusztulásának a jelei.
Nem is kellett odáig érni, hogy az ember érzékelje a robbanás erejét. Szanaszét kisebb nagyobb roncsdarabok.”

A front közeledésére az állomás melletti katonai raktárát felgyújtották, a téglagyárat kiürítették. A vasúti síneket felszaggatták, és az elektromos vezetékeket megsemmisítették. A szovjet csapatok december 9-ére elfoglalták a községet.
A birtokosok nagy része épületeit hátrahagyva elmenekült. A háborús károk, a fosztogatások és rongálások jelentős mértékűek voltak. A Pestre járók ebben az időben kénytelenek voltak a szentjakabi HÉV-megállóhoz gyalogolni, hogy munkahelyükre juthassanak.

### Strand
Az igazi „nagy durranás” a strandfürdő volt. Magyarország egyetlen „magaslati strandfürdője”-ként hirdetett, az akkori követelményeknek megfelelő, versenyképes, betonból készült úszó- és fürdőmedencét a Géza-hegy tetején létesítették. A vendégek ellátását a Strandvendéglő – amely egy néhány szobás szálloda – biztosította, ahol nyaranként Németh Jóska püspökhatvani cigányprímás és nyolctagú zenekara gondoskodott a jó hangulatról.
Most a strand helyén áll a Fővárosi Önkormányzat Idősek Otthona Erdőkertesi telephelye (Petőfi Sándor u. 38).
Régen a "bányató" (erdőkertesi Pisztrángos tó) vizéből szedték a strand vizét, ami nem volt higiénikus és ezért szűnt meg.

## Közélete

### Polgármesterei
- 1990–1994: Cserepka András (független)[4]
- 1994–1998: Cserepka András (független)[5]
- 1998–2002: Cserepka András (független)[6]
- 2002–2006: Pásztor László (MSZP)[7]
- 2006–2010: Dr. Pásztor László (független)[8]
- 2010–2014: Dr. Pásztor László (független)[9]
- 2014–2019: Dr. Pásztor László (független)[10]
- 2019–2024: Dr. Pásztor László (független)[11]
- 2024– : Dr. Pásztor László (független)[1]

### Önkormányzati képviselő-testülete
A 2019-es önkormányzati választás után (a megszerzett szavazatok sorrendjében):
| Hollósi Jánosné       | képviselő                 |
| Nagyné Gódor Csilla   | képviselő, alpolgármester |
| Kopeczky Alajos       | képviselő, alpolgármester |
| Boldizsár Dániel      | képviselő                 |
| Hack István           | képviselő                 |
| Galló György          | képviselő                 |
| Boldizsár József Imre | képviselő                 |
| Fellegi Máté          | képviselő                 |

## Felekezetek

### Katolikus templom
Megélénkült a katolikus egyházi élet, így a templomkertben 1928-ban keresztet, majd az 1929-ben Roheim-birtoktól kapott kis harang részére faharanglábat szenteltek. 1930-ban pedig a közben kőből épült haranglábba új harang került. Ezek után megkezdődött a szervezkedés a templomépítésre is, amely azonban a világválság miatt majd' egy évtizedre megakadt. Így a templom alapkövét 1937-ben tették le és az elkészült templomot 1941-ben Jézus Szíve ünnepén szentelték fel. Ez az egyetlen olyan templom, amely Pest vármegyében a két világháború közötti tiszta Bauhaus stílust képviseli.

### Evangélikus templom
A kis lélekszámú evangélikus közösség eleinte a „Dudás család konyhájából” kialakított istentiszteleti helyet használta imateremként, de 2004 őszén megindulhatott a templomépítés. Az év karácsonyán már itt tartották meg első istentiszteletüket az akkorra elkészült alagsorban, majd később 2006 februárjában a templomot D. Szebik Imre püspök szentelte fel.

### Református templom
A kezdeti nehézségek után a református templom alapkövét 2004. augusztus 22-én helyezték le, majd 12 év múlva, 2016. szeptember 17-én szentelték fel a már kész templomot. A hívek addig házaknál, később a Faluházban tartották istentiszteleteiket. Az eleinte kis létszámú szórványgyülekezet ma már a község lakosságának több mint egyötödét teszi ki

## Lakosságszám
Az évtizedenként megtartott országos népszámlálások Erdőváros népességszámát – mivel nem volt önálló település – Veresegyház külterületi rovatban szerepeltetik. Az adatok tízéves változásokat rögzítenek, ám ezen belül kimutatható nagyobb és szerényebb gyarapodás is. Azt le lehet szögezni, hogy a természetes szaporulat a század első felében még számottevő, ám az 1940-ig tartó lendületes fejlődés elsősorban a betelepüléseknek köszönhető.
- 1910 – 239 fő
- 1920 – 479 fő
- 1930 – 858 fő
- 1941 – 1432 fő
- 1949 – 1530 fő
- 1960 – 2399 fő
- 1970 – 2946 fő
- 1980 – 3541 fő
- 1990 – 3685 fő
- 2001 – 5543 fő
- 2011 – 7307 fő
- 2015 – 7543 fő
- 2017 – 8248 fő[12]
- 2018 – év végén 8563 fő állandó lakos és 806 fő tartózkodási hellyel rendelkező lakos

(adatok a nepesseg.com-ról)
- 2021 – 9338 fő (adatok a helyi hivatalos újságból)

A 2011-es népszámlálás során a lakosok 89,5%-a magyarnak, 2,4% cigánynak, 0,9% németnek, 0,7% románnak mondta magát (10,4% nem nyilatkozott; a kettős identitások miatt a végösszeg nagyobb lehet 100%-nál). A vallási megoszlás a következő volt: római katolikus 27,1%, református 13,4%, evangélikus 1,8%, görögkatolikus 1,1%, felekezeten kívüli 26,5% (26,9% nem nyilatkozott).
2022-ben a lakosság 87,1%-a vallotta magát magyarnak, 1,3% cigánynak, 0,6% németnek, 0,4% románnak, 0,2% ukránnak, 0,1-0,1% lengyelnek, görögnek, szerbnek és horvátnak, 3,3% egyéb, nem hazai nemzetiségűnek (12,8% nem nyilatkozott; a kettős identitások miatt a végösszeg nagyobb lehet 100%-nál). Vallásuk szerint 20,2% volt római katolikus, 11,8% református, 1,8% evangélikus, 1,4% görög katolikus, 0,2% ortodox, 1,8% egyéb keresztény, 0,7% egyéb katolikus, 17,2% felekezeten kívüli (44,4% nem válaszolt).

## Nevezetességei
A település 1928-ban épített, Jézus Szíve tiszteletére felszentelt római katolikus temploma Budapest környékén az egyetlen, tiszta Bauhaus-stílusban épített templom. Az egyhajós épülethez a jobb oldalon csatlakozik a négyszög alaprajzú, egyenes gúlasisakkal fedett harangtorony.  
1986-ban a vízhálózat építése során az Aradi utcában a régészek egy Árpád-kori magányos harcos lovas sírját tárták fel, de a további ásatás negatív volt. A XX. század első évtizedeiben a mai tornaterem mögötti területen még két 1848-as honvéd sírja állt, akik feltehetően az isaszegi csata (1849.IV.6.) sebesültjei voltak, akik a Vác felé vonuló fősereg oldalbiztosító szárnyán haladva itt lelték halálukat.  
A környék kiemelkedő természeti értéke az erdőkertesi homokpusztagyep. Az élőhely fennmaradását annak köszönheti, hogy korábban katonai gyakorlótér volt. Flórája nagy számban tartalmaz Kárpát-medencei őshonos fajokat. Ezek közül is kiemelendő a fokozottan védett homoki kikerics (Colchicum arenarium). További védett és ritka növények a különféle árvalányhajfajok (Stipa spp.), a báránypirosító (Alcanna tinctoria), a fényes poloskamag (Corispermum nitidum), a kései szegfű (Dianthus serotinus) és a magyar csenkesz (Festuca vaginata).
Erdőkertes másik természeti értéke a Reveteki-láp, amelynek tőzegpáfrányos-rostostövű sásos rekettyés fűzlápját 2003-ban fedezték fel, és kérték a terület védetté nyilvánítását.

## Lásd még
- Fót
- Veresegyház